# Pseudonapomyza nepalensis
Pseudonapomyza nepalensis är en tvåvingeart som beskrevs av Zlobin 2002. Pseudonapomyza nepalensis ingår i släktet Pseudonapomyza och familjen minerarflugor.
Artens utbredningsområde är Nepal. Inga underarter finns listade i Catalogue of Life.